# Bake Off Italia - Dolci in forno (dodicesima edizione)
La dodicesima edizione di Bake Off Italia - Dolci in forno è andata in onda dal 6 settembre 2024 su Real Time e sul NOVE. La location di quest'anno è, per il sesto anno consecutivo, Villa Borromeo d'Adda, ad Arcore.
La presentatrice della gara continua ad essere Benedetta Parodi, mentre alla giuria vengono riconfermati Ernst Knam, Damiano Carrara e Tommaso Foglia, ai quali si aggiunge in qualità di super ospite fisso durante le prove tecniche, Iginio Massari.

## Concorrenti
| Pos. | Concorrente          | Età | Occupazione      | Città                | Stato                |
| ---- | -------------------- | --- | ---------------- | -------------------- | -------------------- |
| 1ª   | Giulia Pilloni       | 32  | Casalinga        | Certaldo             | Vincitrice           |
| 2ª   | Federica Polimeni    | 35  | Chimica          | Parma                | Seconda classificata |
| 3°   | Claudio Iacone       | 28  | Chimico          | Porto Potenza Picena | Terzo classificato   |
| 4ª   | Liza Merkuryeva      | 37  | Manager di moda  | Milano               | Quarta classificata  |
| 5ª   | Domenica Titolo      | 61  | Ex impiegata     | Sant'Arcangelo       | Eliminata            |
| 6°   | Alfonso Discepolo    | 32  | Graphic Designer | Acerra               | Eliminato            |
| 7ª   | Helen Bartels Cole   | 36  | Architetto       | Rezzato              | Eliminata            |
| 8°   | Francesco Beta       | 43  | Insegnante       | Roma                 | Eliminato            |
| 9ª   | Jessica Santucci     | 29  | Commessa         | Cortona              | Eliminata            |
| 10°  | Sergio Zuncheddu     | 54  | Imbianchino      | Rozzano              | Eliminato            |
| 11ª  | Manuela Inzillo      | 55  | Insegnante       | Roma                 | Eliminata            |
| 12ª  | Giorgia Saccani      | 22  | Studentessa      | Casalbellotto        | Eliminata            |
| 13°  | Francesco Giachino   | 20  | Studente         | Milano               | Eliminato            |
| 14ª  | Valeria De Crescenzo | 35  | Studentessa      | Napoli               | Eliminata            |

## Tabella eliminazioni
| 1   | Giorgia        | Giorgia        | Giulia P.    | Giorgia      | __Domenica__ | Federica     | Giulia P.    | Helen        | Claudio      | Alfonso      | Liza      | Giulia P. | Federica  | Federica  | Claudio   | Federica  | Giulia P. |  |  |
| 2   | Giulia P.      | Helen          | Sergio       | __Domenica__ | Jessica      | Liza         | Liza         | Francesco B. | Federica     | Claudio      | Giulia P. | Liza      | Claudio   | Giulia P. | Federica  | Giulia P. | Federica  |  |  |
| 3   | Helen          | Francesco B.   | Jessica      | Helen        | Claudio      | Sergio       | Helen        | Giulia P.    | Helen        | Giulia P.    | Federica  | Domenica  | Giulia P. | Liza      | Giulia P. | Claudio   |           |  |  |
| 4   | Alessia        | Federica       | __Domenica__ | Claudio      | Francesco B. | Jessica      | Jessica      | Liza         | Liza         | Federica     | Claudio   | Claudio   | Domenica  | Claudio   | Liza      |           |           |  |  |
| 5   | __Alessandra__ | Claudio        | Francesco B. | Federica     | Alfonso      | Claudio      | __Domenica__ | Claudio      | Giulia P.    | Liza         | Alfonso   | Federica  | Liza      | Domenica  |           |           |           |  |  |
| 6   | Alessandro     | Giulia P.      | Manuela      | Jessica      | Manuela      | __Domenica__ | Federica     | Federica     | Alfonso      | __Domenica__ | Domenica  | Alfonso   |           |           |           |           |           |  |  |
| 7   | Alfonso        | Alfonso        | Giorgia      | Sergio       | Sergio       | Giulia P.    | Alfonso      | Alfonso      | __Domenica__ | Helen        | Helen     |           |           |           |           |           |           |  |  |
| 8   | Claudio        | Manuela        | Claudio      | Francesco B. | Federica     | Alfonso      | Claudio      | __Domenica__ | Francesco B. | Francesco B. |           |           |           |           |           |           |           |  |  |
| 9   | Domenica       | Sergio         | Federica     | Alfonso      | Helen        | Francesco B. | Francesco B. | Jessica      |              |              |           |           |           |           |           |           |           |  |  |
| 10  | Federica       | Francesco G.   | Liza         | Giulia P.    | Giulia P.    | Helen        | Sergio       |              |              |              |           |           |           |           |           |           |           |  |  |
| 11  | Francesco B.   | Liza           | Alfonso      | Liza         | Liza         | Manuela      |              |              |              |              |           |           |           |           |           |           |           |  |  |
| 12  | Francesco G.   | Jessica        | Francesco G. | Manuela      | Giorgia      |              |              |              |              |              |           |           |           |           |           |           |           |  |  |
| 13  | Giulia A.      | Domenica       | Helen        | Francesco G. |              |              |              |              |              |              |           |           |           |           |           |           |           |  |  |
| 14  | Jessica        | Valeria        | Valeria      |              |              |              |              |              |              |              |           |           |           |           |           |           |           |  |  |
| N/D | Liza           | __Alessandra__ |              |              |              |              |              |              |              |              |           |           |           |           |           |           |           |  |  |
| N/D | Manuela        | Giulia A.      |              |              |              |              |              |              |              |              |           |           |           |           |           |           |           |  |  |
| N/D | Sergio         | Mauro          |              |              |              |              |              |              |              |              |           |           |           |           |           |           |           |  |  |
| N/D | Mauro          | Alessia        |              |              |              |              |              |              |              |              |           |           |           |           |           |           |           |  |  |
| N/D | Valeria        | Alessandro     |              |              |              |              |              |              |              |              |           |           |           |           |           |           |           |  |  |
| N/D | Alessio        |                |              |              |              |              |              |              |              |              |           |           |           |           |           |           |           |  |  |

Legenda:
     Il concorrente ha vinto la gara
     Il concorrente ha perso la sfida finale e si classifica al secondo posto della gara
     Il concorrente si classifica al terzo posto della gara
     Il concorrente accede in finale
     Il concorrente ha vinto la puntata ed ha diritto ad indossare il "grembiule blu"
     Il concorrente ha vinto la puntata ed anche la prova tecnica
     Il concorrente ha vinto la prova tecnica
     Il concorrente ottiene il grembiule di Bake Off e supera le selezioni
     Il concorrente ha affrontato la prova creativa e/o tecnica, è salvo ed accede alla puntata successiva (l'ordine di chiamata è casuale)
     Il concorrente, al termine di una prova, o della puntata, figura tra gli ultimi 2 o 3 classificati ed è a rischio eliminazione, ma si salva
     Il concorrente è stato eliminato al termine di una prova
     Il concorrente è stato eliminato al termine della puntata
     Il concorrente si è ritirato dalla gara
     Il concorrente non partecipa alla puntata ma è salvo
| ....................... | 1         | 2         | 2         | 2         | 2         | 3         | 4         | 5         | 6         | 7         | 8         | 9           | 10        | 11        | 12        | 13        | Semifinale | Finale     | Grembiuli blu vinti |
| Prova Tecnica           | N.D.      | N.D.      | N.D.      | N.D.      | N.D.      | Jessica   | Federica  | Alfonso   | Giulia P. | Giulia P. | Giulia P. | Claudio     | Claudio   | Liza      | Liza      | Federica  | Giulia P.  |            | Grembiuli blu vinti |
| Giulia P.               | SALVA     | N.D.      | ENTRA     | N.D.      | N.D.      | PRIMA     | SALVA     | ULTIMI 3  | SALVA     | PRIMA     | SALVA     | SALVA       | SALVA     | SALVA     | PRIMA     | SALVA     | FINALISTA  | VINCITRICE | 3                   |
| Federica                | SALVA     | ENTRA     | N.D.      | N.D.      | N.D.      | SALVA     | SALVA     | SALVA     | PRIMA     | SALVA     | SALVA     | ...SALVA... | SALVA     | SALVA     | ULTIMI 2  | __PRIMA__ | FINALISTA  | SECONDA    | 2                   |
| Claudio                 | SALVO     | ENTRA     | N.D.      | N.D.      | N.D.      | SALVO     | SALVO     | SALVO     | SALVO     | ULTIMI 3  | SALVO     | PRIMO       | SALVO     | SALVO     | SALVO     | SALVO     | FINALISTA  | TERZO      | 1                   |
| Liza                    | SALVA     | N.D.      | N.D.      | ENTRA     | N.D.      | SALVA     | ULTIMI 3  | ULTIMI 3  | SALVA     | SALVA     | SALVA     | SALVA       | SALVA     | PRIMA     | SALVA     | ULTIMI 2  | FINALISTA  | QUARTA     | 1                   |
| Domenica                | SALVA     | N.D.      | N.D.      | ENTRA     | N.D.      | SALVA     | SALVA     | PRIMA     | SALVA     | SALVA     | ULTIMI 3  | ULTIMI 3    | ULTIMI 3  | ULTIMI 3  | SALVA     | ULTIMI 2  | ELIMINATA  |            | 1                   |
| Alfonso                 | SALVO     | N.D.      | ENTRA     | N.D.      | N.D.      | SALVO     | SALVO     | SALVO     | SALVO     | SALVO     | ULTIMI 3  | ULTIMI 3    | PRIMO     | ULTIMI 3  | ELIMINATO |           |            |            | 1                   |
| Helen                   | SALVA     | ENTRA     | N.D.      | N.D.      | N.D.      | ULTIMI 3  | SALVA     | SALVA     | ULTIMI 3  | SALVA     | PRIMA     | SALVA       | ULTIMI 3  | ELIMINATA |           |           |            |            | 1                   |
| Francesco B.            | SALVO     | ENTRA     | N.D.      | N.D.      | N.D.      | SALVO     | SALVO     | SALVO     | ULTIMI 3  | ULTIMI 3  | SALVO     | ULTIMI 3    | ELIMINATO |           |           |           |            |            |                     |
| Jessica                 | SALVA     | N.D.      | N.D.      | ENTRA     | N.D.      | SALVA     | SALVA     | SALVA     | SALVA     | SALVA     | ELIMINATA |             |           |           |           |           |            |            |                     |
| Sergio                  | SALVO     | N.D.      | ENTRA     | N.D.      | N.D.      | SALVO     | SALVO     | SALVO     | SALVO     | ELIMINATO |           |             |           |           |           |           |            |            |                     |
| Manuela                 | SALVA     | N.D.      | ENTRA     | N.D.      | N.D.      | SALVA     | ULTIMI 3  | SALVA     | ELIMINATA |           |           |             |           |           |           |           |            |            |                     |
| Giorgia                 | ENTRA     | N.D.      | N.D.      | N.D.      | N.D.      | SALVA     | PRIMA     | ELIMINATA |           |           |           |             |           |           |           |           |            |            | 1                   |
| Francesco G.            | SALVO     | N.D.      | N.D.      | ENTRA     | N.D.      | ULTIMI 3  | ELIMINATO |           |           |           |           |             |           |           |           |           |            |            |                     |
| Valeria                 | ULTIMI 3  | N.D.      | N.D.      | ULTIMI 2  | ENTRA     | ELIMINATA |           |           |           |           |           |             |           |           |           |           |            |            |                     |
| Alessandra              | SALVA     | N.D.      | ULTIMI 2  | N.D.      | ELIMINATA |           |           |           |           |           |           |             |           |           |           |           |            |            |                     |
| Giulia A.               | SALVA     | ULTIMI 2  | N.D.      | N.D.      | ELIMINATA |           |           |           |           |           |           |             |           |           |           |           |            |            |                     |
| Mauro                   | ULTIMI 3  | N.D.      | N.D.      | ELIMINATO |           |           |           |           |           |           |           |             |           |           |           |           |            |            |                     |
| Alessia                 | SALVA     | N.D.      | ELIMINATA |           |           |           |           |           |           |           |           |             |           |           |           |           |            |            |                     |
| Alessandro              | SALVO     | ELIMINATO |           |           |           |           |           |           |           |           |           |             |           |           |           |           |            |            |                     |
| Alessio                 | ELIMINATO |           |           |           |           |           |           |           |           |           |           |             |           |           |           |           |            |            |                     |

Legenda:
     Il concorrente ha vinto la gara
     Il concorrente ha perso la sfida finale e si classifica al secondo posto della gara
     Il concorrente si classifica al terzo posto della gara
     Il concorrente accede in finale
     Il concorrente ha vinto il grembiule blu
     Il concorrente è salvo e accede alla puntata successiva
     Il concorrente, al termine di una prova, o della puntata, figura tra gli ultimi 2 o 3 classificati ed è a rischio eliminazione, ma si salva
     Il concorrente è stato eliminato al termine di una prova
     Il concorrente è stato eliminato al termine della puntata
     Il concorrente si è ritirato dalla gara
     Il concorrente non partecipa alla puntata ma è salvo
     Il concorrente ottiene il grembiule di Bake Off e supera le selezioni

## Ascolti
| Puntata           | Messa in onda     | Telespettatori | Share |
| ----------------- | ----------------- | -------------- | ----- |
| 1                 | 6 settembre 2024  | 450 000        | 2,70% |
| 2                 | 13 settembre 2024 | 622 000        | 3,60% |
| 3                 | 20 settembre 2024 | 565 000        | 3,30% |
| 4                 | 27 settembre 2024 | 643 000        | 3,70% |
| 5                 | 4 ottobre 2024    | 673 000        | 3,80% |
| 6                 | 11 ottobre 2024   | 634 000        | 3,60% |
| 7                 | 18 ottobre 2024   | 637 000        | 3,60% |
| 8                 | 25 ottobre 2024   | 633 000        | 3,60% |
| 9                 | 1º novembre 2024  | 610 000        | 3,60% |
| 10                | 8 novembre 2024   | 689 000        | 3,90% |
| 11                | 15 novembre 2024  | 580 000        | 3,20% |
| 12                | 22 novembre 2024  | 778 000        | 4,30% |
| 13                | 29 novembre 2024  | 661 000        | 3,70% |
| Semifinale        | 6 dicembre 2024   | 671 000        | 3,70% |
| Finale            | 13 dicembre 2024  | 739 000        | 4,10% |
| Media provvisoria | Media provvisoria | 639 000        | 3,63% |

- Con 450.000 telespettatori e il 2,70% di share, la premiere di questa edizione risulta la meno vista nella storia del programma.
- La prima puntata è andata in onda in simulcast su tutte le reti Warner Bros. Discovery, totalizzando una media di 1 109 000 telespettatori pari al 6,70% di share.